# Dasypoda pyriformis
Dasypoda pyriformis is een vliesvleugelig insect uit de familie Melittidae. De wetenschappelijke naam van de soort is voor het eerst geldig gepubliceerd in 1887 door Radoszkowski.